# میرزا اسدالله خان عامری
میرزا اسدالله خان عامری از سیاستمداران ایرانی بود، که در دوره‌ ششم بعنوان نماینده کاشان و نطنز در مجلس شورای ملی حضور داشت.